# Halictus funerarius
Halictus funerarius är en biart som beskrevs av Morawitz 1876. Halictus funerarius ingår i släktet bandbin, och familjen vägbin. Inga underarter finns listade i Catalogue of Life.